# Angela Jurdak Khoury
Angela Jurdak Khoury, née le 24 septembre 1915 à Shweir en Syrie ottomane, morte le 29 mai 2011 à Washington D.C., est une diplomate libanaise, consul du Liban à New York et professeur d'université à Washington D.C. Elle est la première femme diplomate du Liban.

## Biographie

### Origines et études
Angela Jurdak est née à Shweir, en Syrie ottomane (dans l'actuel District du Metn au Liban). Elle est la fille de Mansur Hanna Jurdak, mathématicien et astronome à la faculté de l'université américaine de Beyrouth, et de Leah Abs Jurdak. Angela Jurdak fréquente l'American Junior College for Women, puis l'université américaine de Beyrouth, terminant des études de premier cycle en 1937 et obtenant une maîtrise en 1938 en sociologie. Elle a obtiendra plus tard un doctorat en relations internationales de l'American University de Washington D.C..
Jeune femme, Angela Jurdak était membre de l'équipe nationale de tennis libanaise, jouait du piano lors de concerts et était connue comme une nageuse de longue distance.

### Carrière professionnelle
Angela Jurdak enseigne la sociologie à l'université américaine de Beyrouth à partir de 1938 ; elle est la première femme enseignante de cette université,. Pendant la Seconde Guerre mondiale, elle devient directrice adjointe du sondage radio des puissances alliées pour la Syrie, le Liban et la Palestine. Après la guerre, Angela Khoury rejoint la délégation libanaise aux Nations unies et elle devient membre de la légation du Liban basée à Washington D.C. Elle est la première femme diplomate du Liban,. Elle est consul du Liban à New York pendant plusieurs années et elle siège à la Commission des Nations unies sur la condition de la femme lors de sa fondation en 1946. Elle démissionne de son travail au ministère libanais des Affaires étrangères en 1966.
Angela Khoury est ensuite professeur de gouvernement à l'université George-Mason de 1967 jusqu'à sa retraite en 1982.

## Vie privée
Angela Jurdak a épousé l'avocat Shukri Issa Khoury en 1949. Ils ont eu deux fils, Philip et George. Son mari Shukry Khoury meurt en 1985. Angela Jurdak Khoury meurt en 2011, âgée de 95 ans, à Washington DC . Elle a vécu dans ses dernières années avec sa sœur Salma Mansur Jurdak, également diplomate basée à Washington D.C., et qui meurt en 2017 à 97 ans.

## Honneurs
Angela Jurdak Khoury reçoit l'ordre national du Cèdre, décerné par le gouvernement libanais en 1959. Le prix Angela J. Khoury pour un senior exceptionnel en politique gouvernementale et internationale est décerné en sa mémoire à l'université George-Mason.